# Corbins (kommun)
Corbins är en kommun i Spanien.   Den ligger i provinsen Província de Lleida och regionen Katalonien, i den östra delen av landet, 400 km öster om huvudstaden Madrid. Antalet invånare är 1 403. Arean är 21,0 kvadratkilometer. Corbins gränsar till Lleida, Alcoletge, Torre-serona, Benavent de Segrià, Vilanova de Segrià, La Portella, Torrelameu och Vilanova de la Barca. 
Terrängen i Corbins är platt.